# (73226) 2002 JW25
(73226) 2002 JW25 – planetoida z pasa głównego asteroid okrążająca Słońce w ciągu 3,66 lat w średniej odległości 2,37 j.a. Odkryta 8 maja 2002 roku.